# هورسفلدية كينغية
هورسفلدية كينغية (الاسم العلمي:Horsfieldia kingii) هي نوع من النباتات تتبع جنس الهورسفلدية من الفصيلة البسباسية.